# Bussvisan
Bussvisan skrevs av Kai Gullmar (musik) och Hasse Ekman (text), med sång av Inga Gill, Solveig Svensson och Ulla-Britt Svensson. 
Den är med i filmen Sjunde himlen.

### Fotnoter
1. ↑  ”Bussvisan”. Svensk filmdatabas. 26 februari 1956. http://www.sfi.se/sv/svensk-filmdatabas/Item/?type=MUSIC&itemid=5189. Läst 31 januari 2015.
2. ↑  ”Bussvisan”. Svensk filmdatabas. 26 februari 1956. http://www.sfi.se/sv/svensk-filmdatabas/Item/?itemid=4496&type=MOVIE&iv=Music. Läst 31 januari 2015.